# Avenida Venezuela (Arequipa)
La avenida Venezuela es una de las principales avenidas de la ciudad de Arequipa, en el Perú. Se extiende de suroeste a noreste en los distritos de Arequipa y Miraflores. Además, tiene la característica de poseer una vía rápida y seis pasos a desnivel en sus intersecciones más importantes. Gran parte de su recorrido está acompañado por una torrentera que desemboca en el río Chili.

## Recorrido

### Cercado de Arequipa
Se inicia en el pasaje Martinetti, cerca de la estación del ferrocarril del Sur junto con el óvalo en donde empieza la avenida Vidaurrazaga, en las primeras cuadras inicia también la calle Jacinto Ibáñez que comunica con el Parque Industrial a la derecha mientras que en la izquierda se encuentra un grifo y el Parque de la Madre donde se da inicios a las urbanizaciones Juan El Bueno y Obando, posteriormente en el margen derecho aparece la Urbanización Juventud Ferroviaria así como el Centro de Control de Seguridad Ciudadana, el Mercado de Productores "El Palomar" y el Terminal Pesquero antes de cruzar con la avenida Alcides Carrión-Malecón Socabaya. En el margen izquierdo se encuentra la Cooperativa Ferroviarios desde la calle Manzanitos.
Desde la avenida Alcides Carrión, se inicia la avenida Virgen del Pilar que se encuentra separado de la Venezuela por la torrentera siendo únicamente carril de subida. Es también a partir de la Alcides Carrión donde empieza una serie de intercambios viales a desnivel que recorre de manera no continua por la avenida. En la margen derecha se encuentran la antigua fábrica de máquinas Mario Giannini en el pasaje Zarumilla, la urbanización Santa Rosa y espaldas de la Institución Educativa Emblemática Independencia Americana así como el Coliseo Independencia dentro del complejo educativo. En el caso del margen izquierdo, se encuentran la Facultad de Medicina de la Universidad Nacional de San Agustín así como la Institución Virgen del Pilar, Sedapar, el Complejo Habitacional Francisco Mostajo y las urbanizaciones Cabaña María y Villa Gloria.
Desde el Coliseo, la calle Victor Lira se convierte en avenida Dolores hacia el sur y la avenida Venezuela pasa por debajo mediante un intercambio vial y continúa recorriendo junto con la torrentera y Virgen del Pilar por otras urbanizaciones como Álvarez Thomas, ASVEA y Las Condes antes de cruzar por la calle Paucarpata donde se inicia también la avenida Lambramani al sureste.
A partir de la calle Paucarpata cruza por debajo de otro intercambio vial al igual que la avenida Virgen del Pilar y la torrentera donde bordea los edificios de SUTUNSA y la Derrama de la UNSA. En la margen izquierda se encuentra espaldas de la Universidad Nacional de San Agustín y posteriormente la Cooperativa Universitaria, mientras que en la derecha se encuentra otras urbanizaciones y más adelante el Campus Social de la UNSA y el Estadio Monumental. Ambas márgenes se encuentran unidas por un puente peatonal que cruza sobre la avenida así como se encuentra un intercambio vial donde la avenida cruza por debajo de la calle Gómez de la Torre.
Desde la calle Gómez de la Torre, la avenida se vuelve en una zona comercial y se separa de la torrentera así como de la avenida Virgen del Pilar que cruzan a espaldas del Centro Comercial La Negrita en la margen derecha mientras que la margen izquierda se encuentra las urbanizaciones de La Negrita, centros financieros y el Mercado N°1 antes de cruzar la avenida Mariscal Castilla dando incio al distrito de Miraflores.

### Distrito de Miraflores
La avenida continúa con su recorrido cruzando por debajo del intercambio vial con Mariscal Castilla siendo el último paso a desnivel y se convierte en avenida Teniente Ferré. Durante su última cuadra se encuentran talleres de reparación de automóviles en la margen izquierda mientras que la derecha se encuentra la Feria del Altiplano y es dividido por la calle Elías Aguirre. 
La vía finalmente se desemboca por la avenida Sepúlveda luego de haber recorrido 3.6 kilómetros ininterrumpidamente con pasos a desnivel. Sin embargo se espera en un futuro una ampliación hasta el óvalo de La Alameda cruzando los terrenos expropiados del Colegio del Ejército y del Cuartel Salaverry.